# ラヴァー (テイラー・スウィフトのアルバム)
『ラヴァー』（英: Lover）は、アメリカ合衆国のシンガー・ソングライターであるテイラー・スウィフトが2019年8月23日に発売した7枚目のスタジオ・アルバム。

## 概要

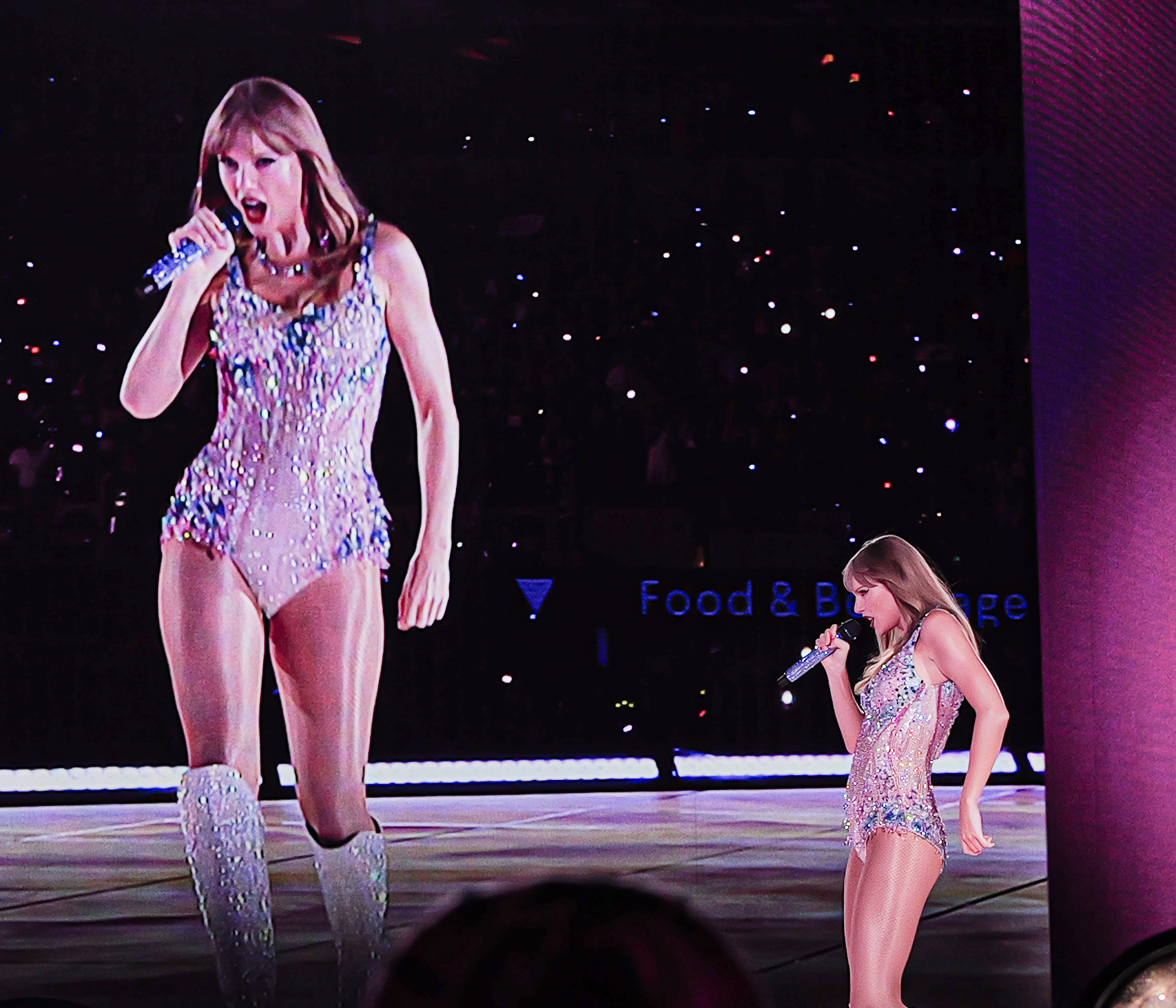
The Eras Tourのラヴァー・セグメントでのテイラー

前作「Reputation」から約2年ぶりのオリジナルアルバム。リパブリック・レコードへ移籍して初のアルバムである。本作品のコンセプトは「『愛』へのラブレター」。愛する気持ちの浮き沈みを称賛し、前作の暗いサウンドから離れたより明るいトーンを取り入れたとしている。また、アルバムのジャケットとミュージックビデオは、主にパステルカラーの色合いで構成されており、夏の外観をイメージしている。
本作の音楽性として、前作の核となったエレクトロポップ、シンセポップの他、ドリームポップ、バブルガムポップ、インディーポップ、ファンクを取り入れている。また、2012年発売の「Red」よりおよそ7年ぶりにカントリー調の曲が1曲収録された。
今作では、ディクシー・チックス、パニック!アット・ザ・ディスコのブレンドン・ユーリーとのコラボレーションが収録された。シングル「ME!」、「You Need to Calm Down」、タイトルトラックの「Lover」の3作がUS Billboard Hot 100でそれぞれ10位以内にランキング入りした。
約1年半振りの新曲「ME!」のミュージック・ビデオは、YouTube公開24時間で6,520万再生を記録、ソロ・アーティスト、および女性アーティストとして史上最高記録を更新した。
初週867,000枚を売り上げUS Billboard 200で首位を獲得した。世界では初週で300万枚を超えるセールスを記録し、アメリカ本国以外ではアルゼンチン、オーストラリア、ベルギー、カナダ、エストニア、ギリシャ、アイルランド、メキシコ、オランダ、ノルウェー、ポルトガルを含む国々でナンバーワンを記録した。2019年のBillboard年間アルバムチャートにて年間4位を獲得し、これまでリリースした7枚のアルバム全てが年間TOP10入りを達成した。
また、発売週にはこのアルバムに収録された全18曲が全てUS Billboard Hot 100にランクインするという記録を達成した。
アルバムとそのシングルは、「1989」（2014年）と「Reputation」（2017年）に続き、第62回グラミー賞でベストポップヴォーカルアルバムの3年連続のノミネートを含め、3つの賞にノミネートされた。

## シングル
- 1st「ME!」2019年4月26日 / Billboard Hot 100 最高2位 /
- 2nd「You Need To Calm Down」2019年6月14日 / Billboard Hot 100 最高2位 /
- 3rd「Lover」2019年8月16日 / Billboard Hot 100 最高10位 /
- 4th「The Man」2020年1月27日 / Billboard Hot 100 最高23位 /

## 収録曲
| #              | タイトル | 原題                                            | 時間 |
| -------------- | --- | ----------------------------------------------- | ---- |
| 1.             | アイ・フォーゴット・ザット・ユー・イグジステッド                                                               | I Forgot That You Existed                       | 2:51 |
| 2.             | クルーエル・サマー                                                                                             | Cruel Summer                                    | 2:58 |
| 3.             | ラヴァー | Lover                                           | 3:41 |
| 4.             | ザ・マン | The Man                                         | 3:10 |
| 5.             | ジ・アーチャー                                                                                                 | The Archer                                      | 3:31 |
| 6.             | アイ・シンク・ヒー・ノウズ                                                                                     | I Think He Knows                                | 2:53 |
| 7.             | ミス・アメリカーナ & ザ・ハートブレイク・プリンス                                                              | Miss Americana & The Heartbreak Prince          | 3:54 |
| 8.             | ペーパー・リングス                                                                                             | Paper Rings                                     | 3:42 |
| 9.             | コーネリア・ストリート                                                                                         | Cornelia Street                                 | 4:47 |
| 10.            | デス・バイ・ア・サウザンド・カッツ                                                                             | Death By A Thousand Cuts                        | 3:19 |
| 11.            | ロンドン・ボーイ                                                                                               | London Boy                                      | 3:10 |
| 12.            | スーン・ユール・ゲット・ベター feat. ディクシー・チックス                                                      | Soon You'll Get Better (feat. Dixie Chicks)     | 3:22 |
| 13.            | フォールス・ゴッド                                                                                             | False God                                       | 3:20 |
| 14.            | ユー・ニード・トゥ・カーム・ダウン                                                                             | You Need To Calm Down                           | 2:51 |
| 15.            | アフターグロウ                                                                                                 | Afterglow                                       | 3:43 |
| 16.            | ME! feat. ブレンドン・ユーリー・オブ・パニック!アット・ザ・ディスコ                                            | ME! (feat. Brendon Urie of Panic! At The Disco) | 3:13 |
| 17.            | イッツ・ナイス・トゥ・ ハヴ・ア・フレンド                                                                      | It's Nice To Have A Friend                      | 2:30 |
| 18.            | デイライト | Daylight                                        | 4:53 |
| 合計時間 61:48 | |                                                 |      |
| 19.            | アイ・フォーゴット・ザット・ユー・イグジステッド（ピアノ/ヴォーカル） （日本盤ボーナス・トラック、ボイスメモ） | I Forgot That You Existed (Piano/Vocal)         | 3:30 |
| 20.            | ラヴァー（ピアノ/ヴォーカル） （日本盤ボーナス・トラック、ボイスメモ）                                         | Lover (Piano/Vocal)                             | 5:39 |
| 合計時間 70:57 | |                                                 |      |